# Cattedrale di Malaga
La cattedrale dell'Incarnazione di Malaga (in spagnolo: Catedral de la Encarnación de Málaga) è uno dei più importanti monumenti rinascimentali dell'Andalusia.
Nel 1855 è stata insignita del titolo di basilica minore.
Situata in pieno centro storico a breve distanza dal porto e dalla collina di Gibralfaro, la cattedrale si staglia nel panorama cittadino con la sua ampia volumetria. Rimane tuttavia incompiuta per quanto riguarda la torre campanaria meridionale, motivo per cui è affettuosamente soprannominata dagli abitanti La Manquita ("la monchetta").

## Storia

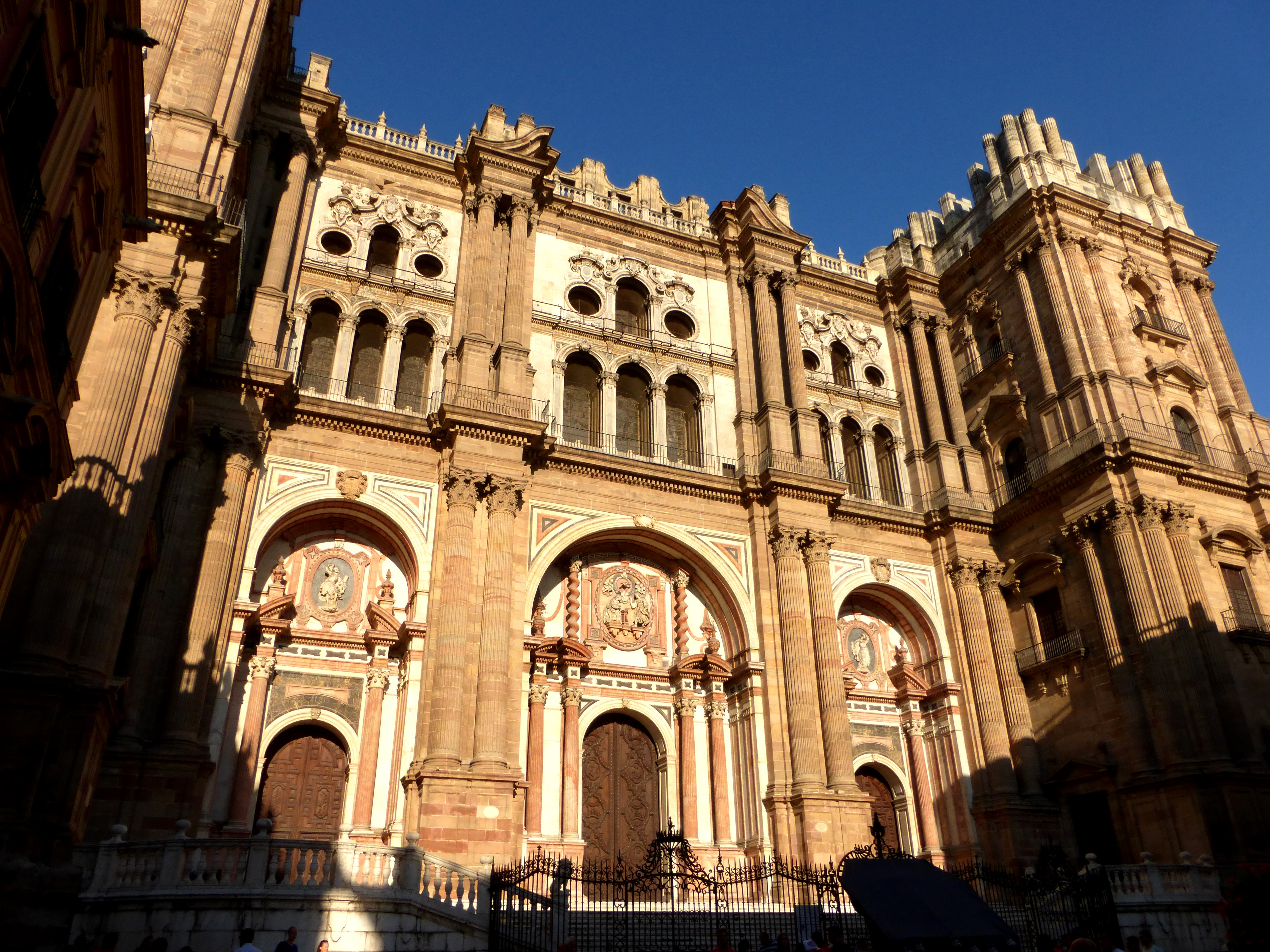
La facciata.

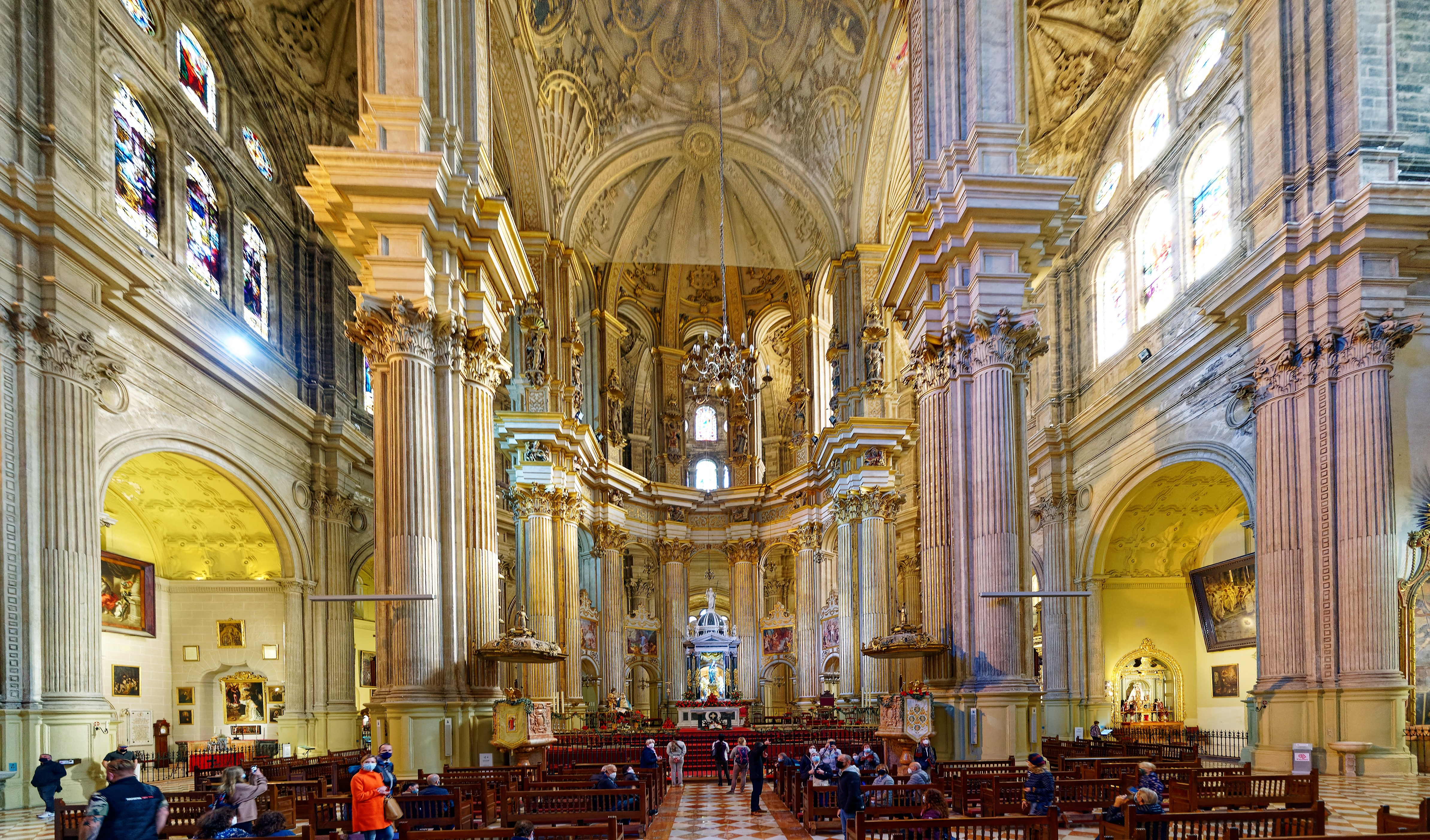
Veduta dell'interno.

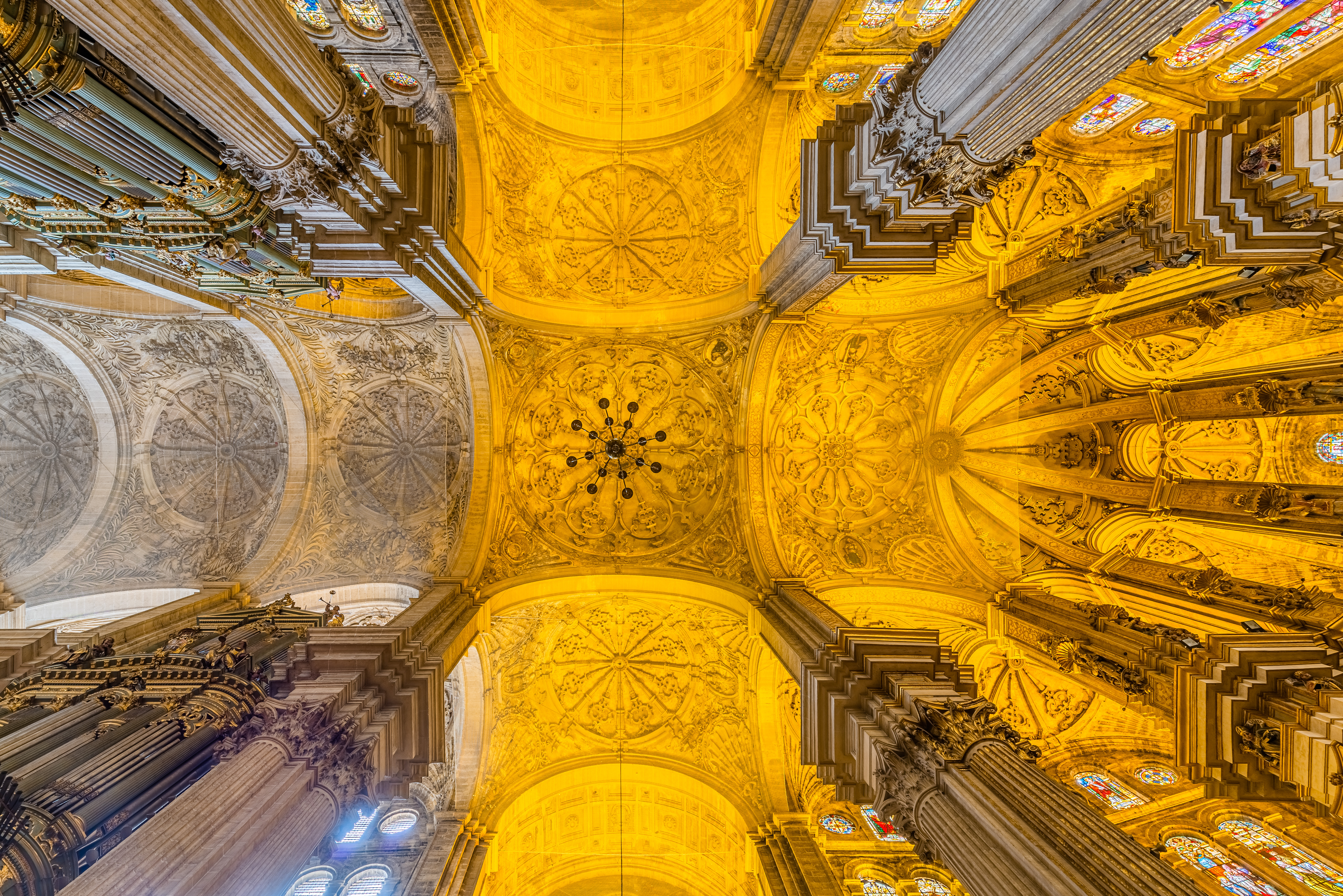
Le volte.

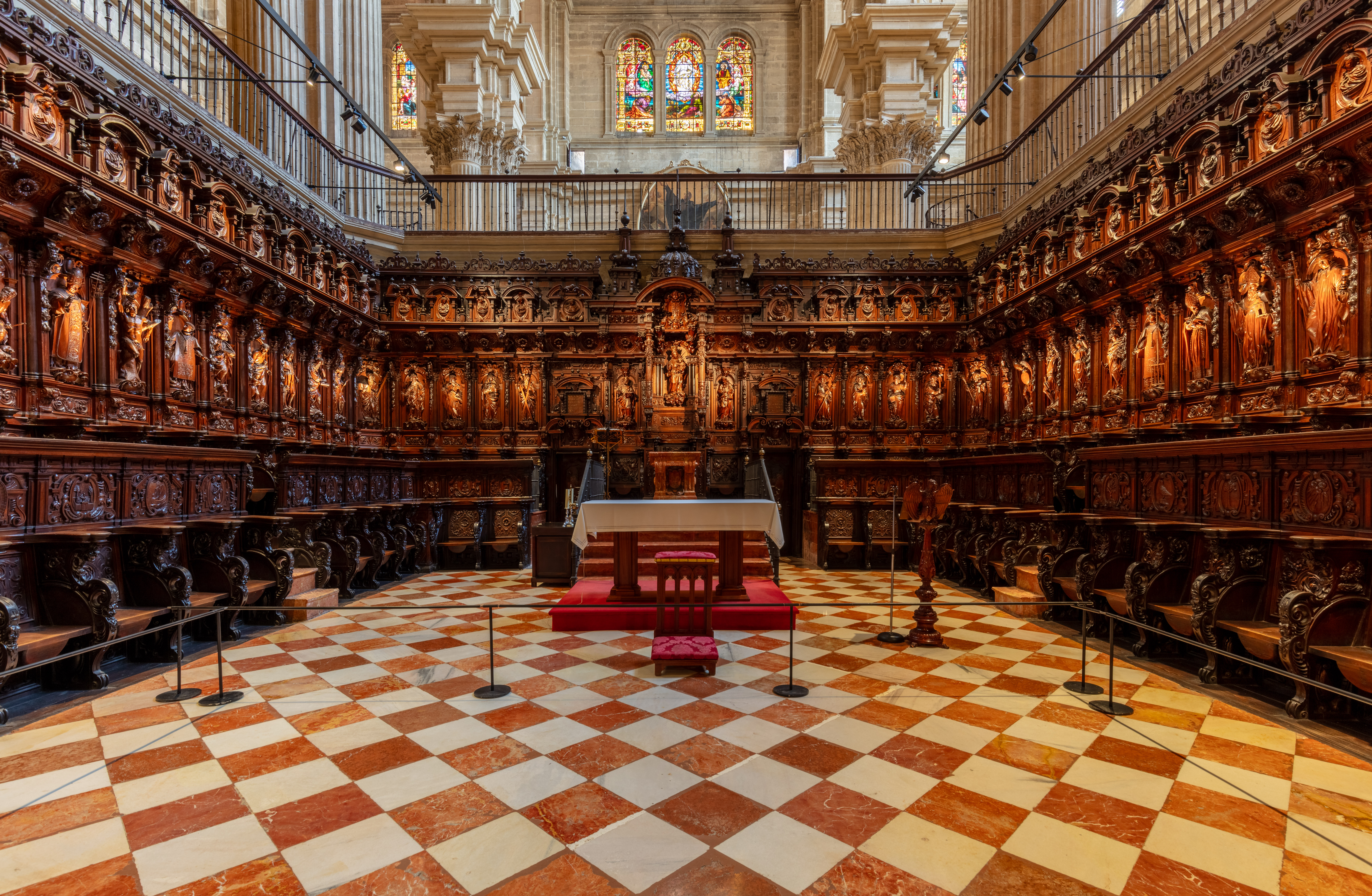
Il coro.

La storia dell'edificio, che sorge sul sito di un'antica moschea (della quale rimane solamente il patio degli aranci), è alquanto travagliata: cominciata nel 1528 su progetto degli architetti spagnoli Pedro López, Diego de Siloé e Diego de Vergara, la cattedrale fu inaugurata nel 1588 ma per via dell'ambizioso progetto i lavori proseguirono a rilento fino al sisma del 1680, che la danneggiò gravemente. La costruzione fu ripresa nel 1719 e interrotta nuovamente nel 1783, lasciando da quel momento il progetto incompiuto.

## Descrizione

### Esterno
La facciata è suddivisa in due ordini con colonne, corinzio al livello inferiore e composito a quello superiore. Delle due torri campanarie che fiancheggiano la facciata solamente una, quella settentrionale, è stata completata e misura 84 metri di altezza.

### Interno
L'interno, diviso in tre navate fiancheggiate da cappelle, misura 97 metri di lunghezza per 62 di larghezza e 35 di altezza. Le volte riccamente decorate poggiano su pilastri con colonne corinzie. 
Gli affreschi dell'altare maggiore, realizzati nel 1580, raffigurano scene della Passione di Gesù.
Degno di nota è il gigantesco coro, costruito dal 1595 al 1632 in mezzo alla navata da Vergara il Giovane e Díaz de Palacios, con stalli in legni pregiati (mogano, cedro e granadillo, portati appositamente dall'America) scolpiti da Luiz Ortiz e José Micael e ornati da 40 statue di santi realizzate nel 1658 da Pedro de Mena. 
Pregevole anche il deambulatorio, fiancheggiato da quattro cappelle. La prima di queste, impreziosita da un retablo di epoca barocca, è detta Capilla de la Virgen de los Reyes per via della presenza di una statua mariana (XV secolo) e delle statue oranti dei Re Cattolici. Nella stessa cappella, il dipinto raffigurante il Martirio di San Paolo è opera di Enrico Simonet. Il retablo della terza cappella, realizzato nel XVI secolo è in stile gotico. La quarta cappella, detta Dorada, conserva un'Annunciata di Juan de Villanueva.
Sul lato destro della navata, la prima cappella ospita un'Addolorata scolpita da Pedro de Mena, mentre nella seconda si trovano un retablo in stile barocco e alcuni quadri Seicenteschi di artisti castigliani. Di Alonso Cano è invece la statua della Madonna del Rosario che, nello stesso lato della navata, è conservata nella terza cappella.

## Galleria d'immagini

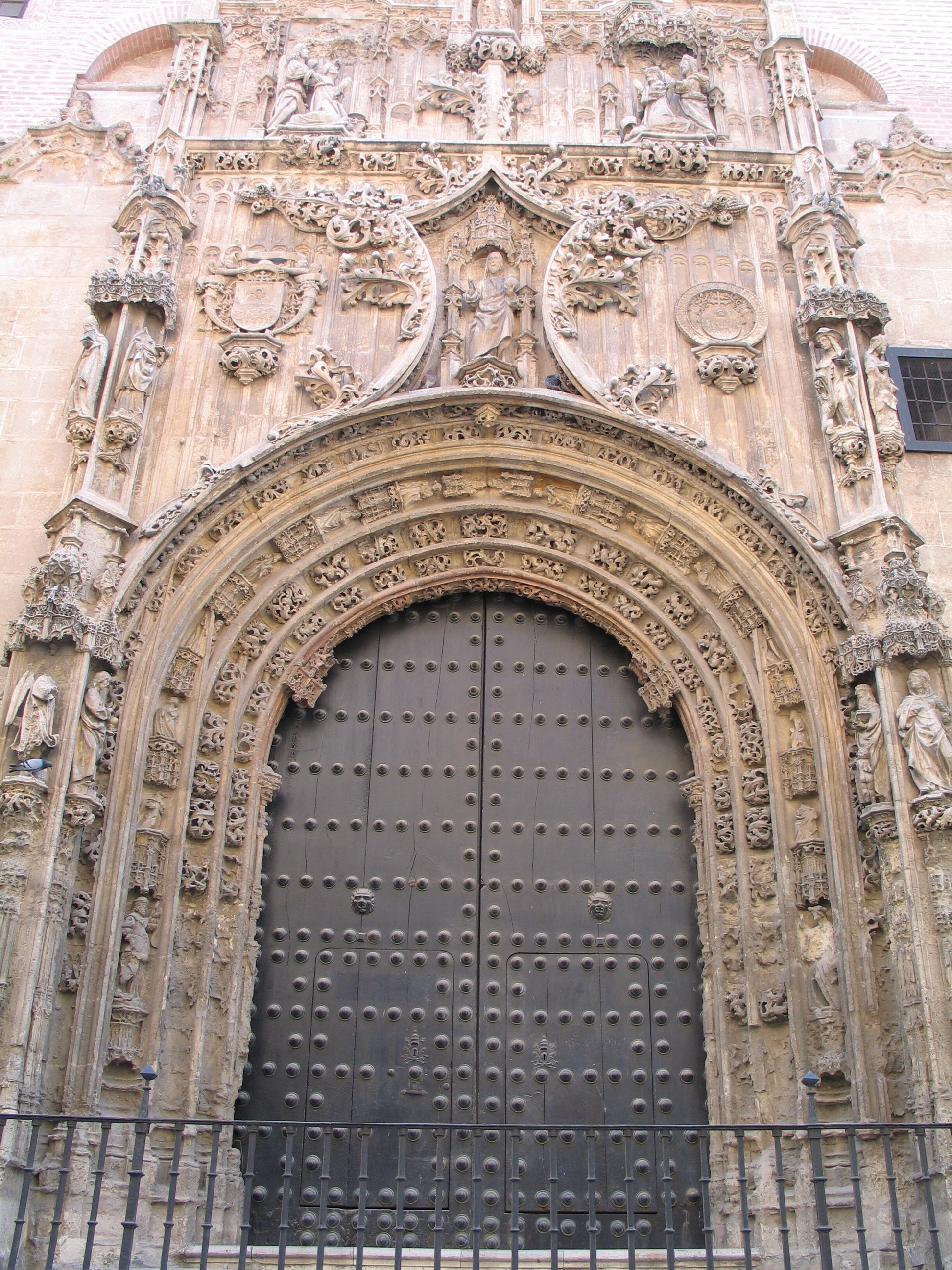
Il portale
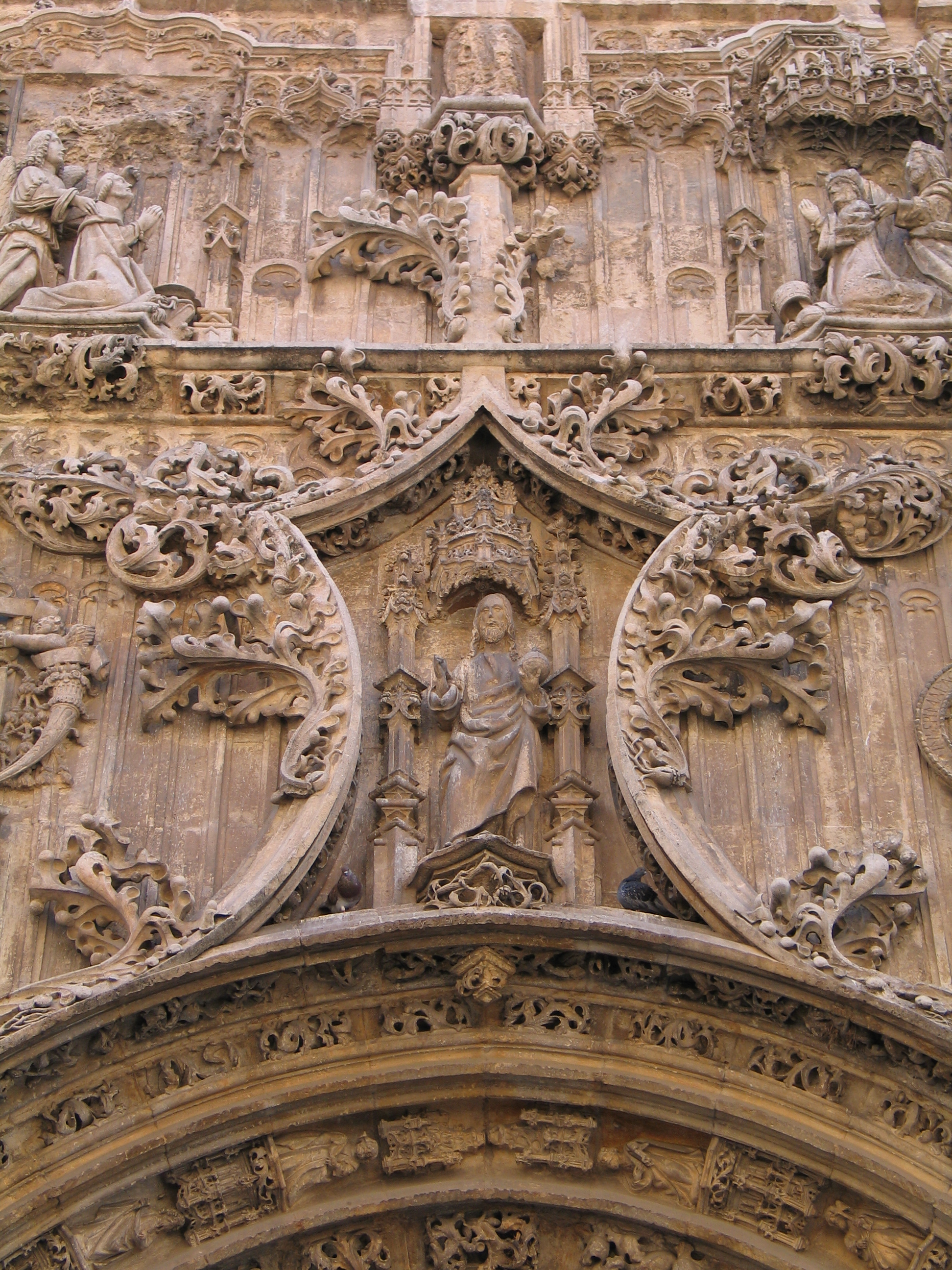
Dettaglio del portale
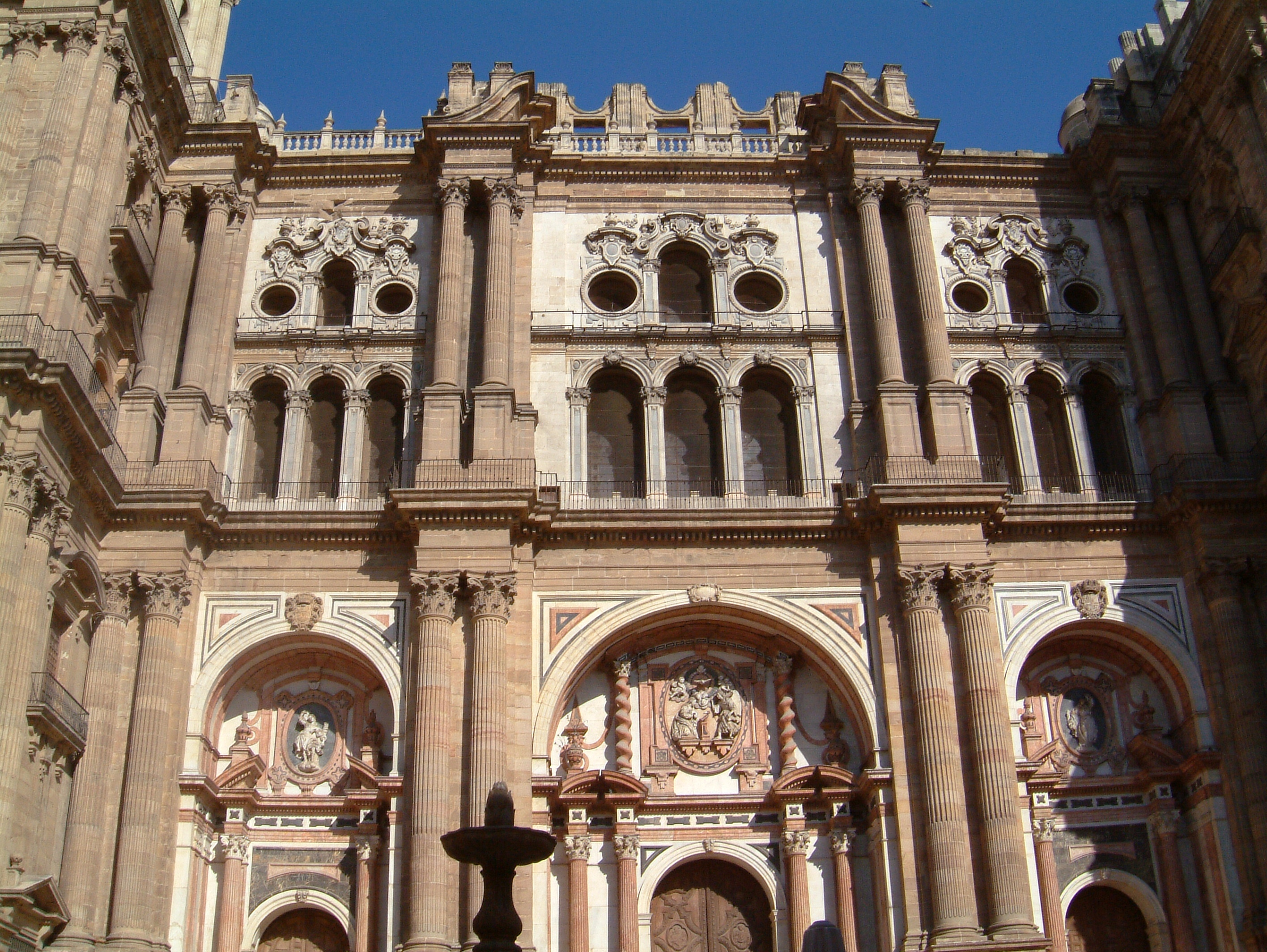
Dettaglio della facciata incompiuta
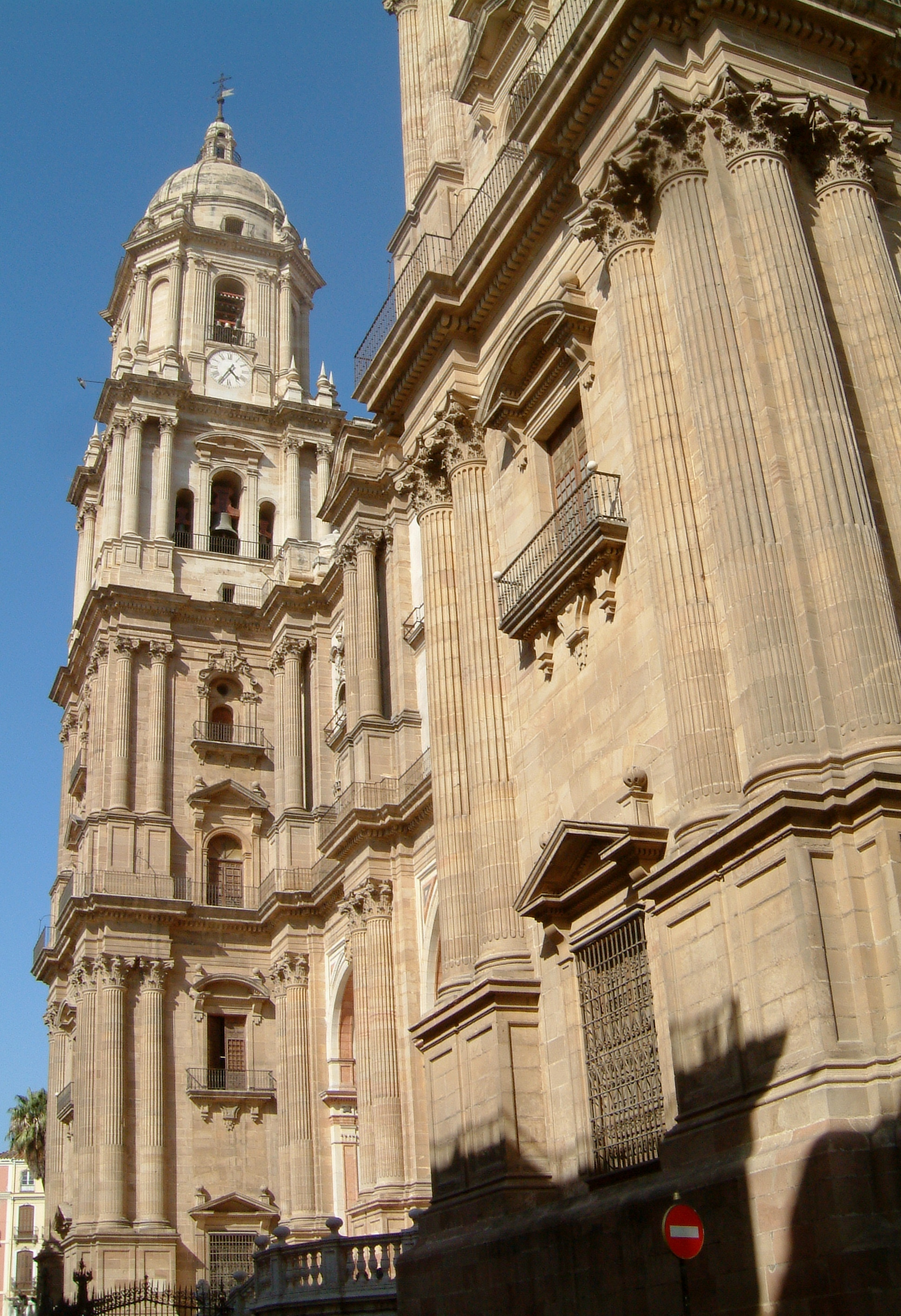
Vista della facciata
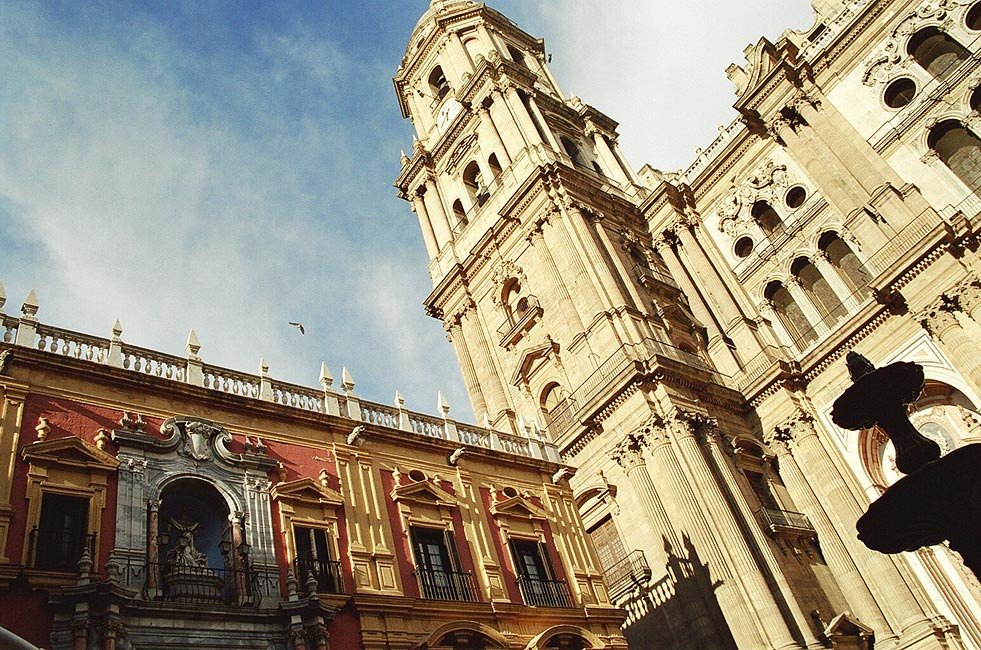
La cattedrale e il palazzo episcopale
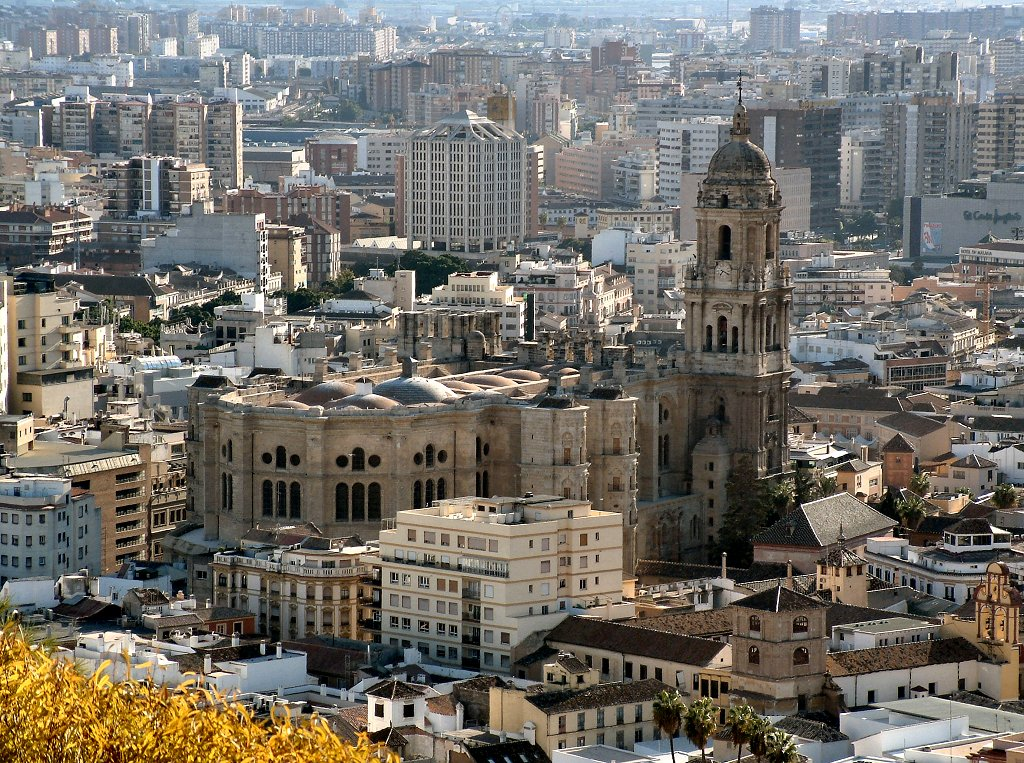
Vista laterale della cattedrale